# Gradina, Plevna
Gradina (în bulgară Градина) este un sat în comuna Dolni Dăbnik, regiunea Plevna,  Bulgaria. 

## Demografie
Componența etnică a satului Gradina
     Turci (1,85%)
     Nicio identificare (26,33%)
     Bulgari (71,81%)
     Romi (0%)
La recensământul din 2011, populația satului Gradina era de 486 locuitori. Din punct de vedere etnic, majoritatea locuitorilor (71,81%) erau bulgari, cu o minoritate de turci (1,85%). Pentru 26,33% din locuitori nu este cunoscută apartenența etnică.